# Thymol
Thymol is een organische verbinding met als brutoformule C10H14O. De zuivere stof komt voor als een aromatische geurende witte kristallijne vaste stof, die goed oplosbaar is in ethanol en di-ethylether. Thymol behoort tot de stofklasse der monoterpenen en kan gezien worden als een derivaat van fenol en p-cymeen. Het is een structuurisomeer van carvacrol.

## Synthese
Thymol kan synthetisch bereid worden door de reactie van metacresol met propeen bij verhoogde druk en temperatuur:

## Voorkomen
Thymol komt voor in de olie van de echte tijm (Thymus vulgaris), waaraan het de karakteristieke geur verleent. De stof kan geïsoleerd worden door een vloeistof-vloeistofextractie en bezit een sterk antiseptische werking. Vanwege die werking werd de olie van de tijmplant reeds in het Oude Egypte gebruikt bij het conserveren van mummies. Verder komt thymol voor in bergamot, bonenkruid, zwarte bes, dille, grapefruit, selderijzaad en zoethout.

## Toepassingen
Thymol kan gebruikt worden voor de bestrijding van de schadelijke varroamijt bij bijen. Het wordt gebruikt bij boeken die aangetast zijn door schimmel. In een gesloten zak met thymolkristallen worden de schimmelsporen gedood.
Thymol wordt aan halothaan toegevoegd als een conserveermiddel.
In een in 1994 door de vijf belangrijkste sigarettenfabrikanten gepubliceerd rapport blijkt thymol een van de 599 toevoegingen aan sigaretten te zijn. Het wordt gebruikt voor het verbeteren van de geur.
Door hydrogenering van thymol wordt menthol verkregen. Daarnaast zijn de pH-indicatoren thymolblauw, thymolftaleïne en broomthymolblauw structureel afgeleid van thymol.